# Erich Kamper
Erich Kamper (* 22. Juni 1914 in Mitterdorf im Mürztal; † 9. November 1995 in Graz) war ein österreichischer Sporthistoriker, Sportjournalist und Publizist.

## Leben und Wirken
Erich Kamper wurde am 22. Juni 1914 als Sohn des Anton Kamper (* 23. April 1867), Rechnungsprüfer bei der allgemeinen Krankenkassa in Mitterdorf, und dessen Ehefrau Johanna (geborene Schachner, * 18. April 1875 Zlem; † 12. September 1857 in Graz) in Mitterdorf im Mürztal geboren und am 4. Juli 1914 auf den Namen Erich Paulinus geboren. Seine Eltern hatten am 6. Mai 1900 in Kapellen geheiratet. Zum Zeitpunkt der Heirat arbeitete sein Vater als Hüttenarbeiter beim Neuhammer der Bleckmann’schen Stahlwerke in Hönigsberg und seine Mutter war als Kellnerin in der hiesigen Bahnhofsrestauration (Lokalbahn Mürzzuschlag–Neuberg) beschäftigt. Sein Vater stammte aus der Rötz bei der damals noch eigenständigen Gemeinde Hafning bei Trofaiach und wurde dort als uneheliches Kind der Grundbesitzerstochter Martina Kamper geboren. Die Mutter stammte aus Zlem bei der damals noch eigenständigen Gemeinde Pürgg im steirischen Ennstal und wurde dort als Tochter des Bauern und Grundbesitzers Stefan Schachner und dessen Ehefrau Magdalena (geborene Kulmhofer) geboren.
In seiner Jugend galt Kamper, der zwischenzeitlich nach Gratkorn gezogen war, als erfolgreicher Nachwuchsturner. Dabei trat er für den 1924 gegründeten ATSV Gratkorn, den Arbeiterturn- und Sportverein seiner nunmehrigen Heimatgemeinde, in Erscheinung. Seine weiterführende Schulausbildung erhielt er währenddessen an einer Grazer Handelsakademie.
Bereits in den 1930er Jahren begann Kamper als junger Sportjournalist mit dem Aufbau seines Archivs zur olympischen Geschichte und schrieb zu dieser Zeit bereits Artikel für namhafte heimische Zeitungen jener Zeit wie etwa für die Innsbrucker Nachrichten. Um das Jahr 1937 schien er als Pressereferent der Leichtathletiksektion des Grazer AK auf.
Nach dem Zweiten Weltkrieg war er bei der Grazer Tageszeitung Neue Zeit beschäftigt, bei der 1947 zum Leiter des Sportressorts aufstieg und diese Position bis zu seiner Pensionierung 1979 bekleidete. In dieser Zeit verfasste er zahlreiche Beiträge, insbesondere zu den Themen Leichtathletik und Olympische Spiele. Des Weiteren war er ab den 1940er Jahren steirischer Landesobmann der Journalisten-Gewerkschaft. Im Jahr 1951 war er zudem Gründungsmitglied der Association of Track and Field Statisticians. Früh spezialisierte sich Kamper darauf, systematisch die Lebensdaten von Sportlern zu recherchieren und zu archivieren. Diese Arbeit führte zur Entstehung mehrerer Lexika über olympische Medaillengewinner – zunächst zu den Olympischen Winterspielen, später auch zu den Sommerspielen. Seine Standardwerke wuchsen über die Jahre von 12.000 auf schließlich 16.000 Athleten in seiner letzten Ausgabe von 1992. Neben seinen umfangreichen Publikationen in verschiedenen Sportzeitschriften war Kamper 1970 zudem Mitarbeiter an dem von Bodo Harenberg herausgegebenen Lexikon Die Stars des Sports von A–Z. 
Für seine Beiträge zur olympischen Geschichte wurde Kamper mehrfach geehrt. 1969 wurde er Ehrenmitglied der Internationalen Olympischen Akademie und erhielt 1987 vom IOC den Olympischen Orden verliehen. Im Jahr 1991 wurde er bei der Gründung der International Society of Olympic Historians zum Ehrenpräsidenten ernannt.
Am 9. November 1995 starb Kamper 81-jährig in Graz. Nach seinem Tod wurde sein Archiv von dem österreichischen Sporthistoriker Karl Graf übernommen.

## Persönliches
Am 25. Mai 1926 wurde Kamper in Graz gefirmt und trat hier auch am 15. April 1938 aus der römisch-katholischen Kirche aus. Am 5. Februar 1944 heiratete er standesamtlich in Wiesbaden.

## Werke
- Lexikon der Olympischen Winterspiele, Union-Verlag, Stuttgart ohne Jahr (2. erweiterte Auflage 1964)
- Enzyklopädie der Olympischen Spiele, Römer-Verlag, Stuttgart 1972
- Lexikon der 12.000 Olympioniken. Who’s who at the Olympics, Leykam-Verlag, Graz 1975[13];
  - 2., wesentlich erweiterte Auflage unter dem Titel Lexikon der 14.000 Olympioniken. Who’s who at the Olympics, Leykam-Verlag, Graz 1983, ISBN 3-7011-7144-0[14]
- Österreichs Leichtathletik in Namen und Zahlen, Leykam-Verlag, Graz 1986, ISBN 3-7011-7169-6 (zusammen mit Karl Graf)[15]
- Olympische Heroen. Portraits und Anekdoten von 1896 bis heute, Spiridon-Verlag, Erkrath 1991, ISBN 3-922011-20-9 (zusammen mit Herbert Soucek); im Italienischen erschienen als Olimpiadi. Personaggi, fatti e curiosità da Atene 1896 a Barcellona 1992, Vallardi-Verlag, Mailand 1992
- Who’s Who der Olympischen Spiele 1896–1992. Who's Who at the Olympics., AGON Sportverlag, Kassel 1992, ISBN 3-928562-47-9 (zusammen mit Bill Mallon)